# (28154) 1998 UQ26
1998 يو كيو 26 (ويعرف أيضًا باسم (28154) 1998 يو كيو 26 وفق تسمية الكوكب الصغير) (بالإنجليزية: 1998 UQ26)‏ هو كويكب ضمن حزام الكويكبات؛ وترتيبه 28154 من حيث الاكتشاف.
اكتُشف هذا الجُرم الفلكي بواسطة إيريك والتر إلست في 18 أكتوبر 1998.

## وصلات خارجية
- (28154) 1998 UQ26 في قاعدة بيانات مختبر الدفع النفاث لأجرام النظام الشمسي الصغيرة

- الاكتشاف · مخطط المدار ·  العناصر المدارية · المعلمات المادية

- (28154) 1998 UQ26 على موقع ويكي سكاي: DSS2, SDSS, GALEX, IRAS, Hydrogen α, X-Ray, Astrophoto, Sky Map, Articles and images